# 우에무라 미사키
우에무라 미사키(일본어: 上村 岬, 1991년 10월 28일 ~ )는 일본의 전 축구 선수이다.

## 구단 경력
과거 주빌로 이와타에서 활동하였다.